# Люсово (Великопольське воєводство)
Люсово (пол. Lusowo) — село в Польщі, у гміні Тарново-Подґурне Познанського повіту Великопольського воєводства.
Населення — 1389 осіб (2011).
У 1975-1998 роках село належало до Познанського воєводства.

## Демографія
Демографічна структура станом на 31 березня 2011 року:
|          | Загалом | Допрацездатний вік | Працездатний вік | Постпрацездатний вік |
| -------- | ------- | ------------------ | ---------------- | -------------------- |
| Чоловіки | 664     | 160                | 447              | 57                   |
| Жінки    | 725     | 179                | 448              | 98                   |
| Разом    | 1389    | 339                | 895              | 155                  |